# Вишневецкий, Януш Антоний
Я́нуш Анто́ний Вишневе́цкий (14 июня 1678, Львов, Корона Королевства Польского — 16 января 1741, Львов, Корона Королевства Польского) — государственный деятель Речи Посполитой. Подчаший великий литовский (1697—1699), маршалок надворный литовский (1699—1702), каштелян виленский (1702—1703) и воевода виленский (1704—1706), воевода краковский (1706—1726) и каштелян краковский (1726—1741). Староста пинский и новотарский. Кавалер Ордена Белого Орла (1717).

## Биография
Происходил из литовского магнатского рода Вишневецких герба «Корибут», старший сын воеводы белзского, князя Константина Кшиштофа Вишневецкого (1633—1686) и Анны Ходоровской (ум. 1711), брат Михаила Сервация.
В 1699 году Януш Антоний Вишневецкий получил должность маршалка надворного литовского. В 1704 году князь Януш Антоний Вишневецкий получил должность воеводы виленского, в 1706 году стал воеводой краковским. В 1726 году был назначен каштеляном виленским.
В 1710 году был избран маршалком Коронного Трибунала. Славился мужеством, которое проявил в битве под Конецполем. Основал коллегиум в Кременце, причастен к основанию и строительству францисканского костёла св. Антония во Львове.
Примыкал к антисапежанской партии.

## Семья
В 1704 году женился на Теофилии Лещинской (1680—1757), дочери воеводы подляшского Вацлава Лещинского (ум. 1688) и Софии Вишневецкой (1655—1681). У них родилась дочь Франциска Урсула (1705—1753), жена с 1725 года воеводы виленского и гетмана великого литовского Михаила Казимира Радзивилла «Рыбоньки» (1702—1762).